# Kip slobode
Kip slobode (en.:Statue of Liberty, punim nazivom Liberty Enlightening the World) spomenik je u Sjedinjenim Američkim Državama, na ušću rijeke Hudson u New Yorku. Izrađen je u Parizu i bio je poklon Francuske kojim je obilježena stogodišnjica neovisnosti SAD-a 1886. godine. Od tada predstavlja pozdrav svim posjetiteljima i useljenicima pristiglima u SAD. Zbog svoje jedinstvenosti i simboličke važnosti upisan je na UNESCO-ov popis mjesta svjetske baštine u Sjevernoj Americi 1984. godine.

## Povijest
Dana 28. listopada 1886. godine, Francuska je za stotu godišnjicu potpisivanja Američke deklaracije o neovisnosti darovala SAD-u ovaj spomenik. Kip je izradio Frédéric Auguste Bartholdi, a unutrašnjost sa željeznom konstrukcijujom oblikovala je tvrtka Gustava Eiffela.
Bartholdija je za ovu personifikaciju neovisnosti inspirirao francuski profesor prava i političar, Édouard René de Laboulaye, koji je 1865. godine izjavio kako bi spomenik američkoj neovisnosti trebao biti zajednički projekt Francuza i Amerikanaca.
Zbog nesigurne političke situacije u Francuskoj, radovi na spomeniku su započeli tek početkom 1870-ih. God. 1875., Laboulaye je predložio da Francuska izradi spomenik, a da SAD izgradi pijedestal na lokaciji. Bartholdi je završio glavu i ruku s bakljom koji su prikazani na više izložbi stoljetnice od 1876. do 1882. godine. Prikupljanje sredstava za izgradnju pijedestala se pokazalo jako teško za Amerikance i do 1885. godine su radovi došli u pitanje. Tada je izdavač, Joseph Pulitzer, u svom časopisu World započeo prikupljanje sredstava na koje se odazvalo više od 120.000 darivatelja, od kojih je većina dala manje od jednog dolara. Naposljetku je kip izrađen u Francuskoj i brodom je prebačen u 241 sanduku, te je sastavljen na otoku koji se tada zvao Bedloeov otok, a danas Liberty island, tj. „Otok slobode”. Otkrivanje Kipa slobode 28. listopada 1886. godine vodio je tadašnji američki predsjednik Grover Cleveland, a svečanost je bila popraćena bacanjem dugih telegrafskih traka, što je postalo uobičajeno za kasnije svečanosti u New York Cityju i šire, tzv. Ticker tape parade.
Kip slobode je bio prvi simbol SAD-a koji bi emigranti ugledali prilikom dolaska na emigrantski prijem na otoku Ellis Island koji je udaljen tek oko 1 km. Između 1880. i 1914. broj emigranata u SAD je dosegao brojku od 22 milijuna, uglavnom iz južne i istočne Europe, a koji su uglavnom ušli kroz pristanište na otoku Ellis.
Pristup balkonu na baklji Kipa slobode je ograničen zbog sigurnosti posjetitelja još od 1916. godine. Kip slobode je gotovo cijelu 1938. godinu bio zatvoren zbog obnove, kao i od 1984. do 1986. godine, kada su zamijenjene baklja i većina unutrašnje konstrukcije. Kip je također bio zatvoren i nakon napada 11. rujna 2001. godine, zbog sigurnosti. Pijedestal je otvoren tek 2004., a ostatak kipa 2009. godine, s ograničenjima u broju posjetitelja kojima je dozvoljen uspon na krunu. Od 28. kolovoza 2012. godine Kip slobode je ponovono zatvoren radi ugradnje dodatnog pomoćnog stubišta i drugih sigurnosnih detalja, ali je Liberty Island otvoren i otvorenje unutrašnjosti Kipa slobode se očekuje u listopadu 2012. god.

## Svojstva
Kip slobode, jedan od simbola SAD-a, predstavlja personifikaciju slobode, rimsku božicu Libertas s uzdignutom rukom u kojoj drži baklju, dok joj je ispod druge ruke tabula ansata (votivna ploča sa zakonima) na kojoj je napisan datum potpisivanja Američke deklaracije o neovisnosti, 4. srpnja 1776. Ispod njezinih nogu leži prekinuti lanac koji simbolizira stjecanje slobode, tj. neovisnost SAD-a.
Bez spojnica je kip visok 46,05 m, a s podnožjem 93 m. Sastoji se od bakrene ovojnice koju drži čelični okvir. Ovojnica je nastala prema izvornoj Bertholdijevoj gipsanoj skulpturi. Ukupna težina kipa iznosi 225 tona. Opseg kipa je do 10,6 metara, usta su široka 91 centimetar, a kažiprst je dug 2,4 metra. Kruna sa sedam krakova, inspirirana krunom Kolosa s otoka Roda, jednog od sedam svjetskih čuda antike, je simbol slobode na sedam mora i sedam kontinenata.

## Vanjske poveznice
- Službena stranica (engl.)

### Ostali projekti
|  | Zajednički poslužitelj ima još gradiva o temi Kip slobode |